# Segunda Categoría de Esmeraldas 2019
El Campeonato Provincial de Fútbol de Segunda Categoría de Esmeraldas 2019 fue un torneo de fútbol en Ecuador en el cual compitieron equipos de la Provincia de Esmeraldas. El torneo fue organizado por la Asociación de Fútbol No Amateur de Esmeraldas (AFE) y avalado por la Federación Ecuatoriana de Fútbol. El torneo dio inicio el 20 de abril de 2019 y finalizó el 20 de julio de 2019. Participaron 16 clubes de fútbol y entregó 2 cupos al zonal de ascenso de la Segunda Categoría 2019 por el ascenso a la Serie B, además el campeón provincial clasificó a la primera fase de la Copa Ecuador 2020.

## Sistema de campeonato
El sistema determinado por la Asociación de Fútbol No Amateur de Esmeraldas fue el siguiente:
- Primera fase: Los 16 clubes fueron divididos en 4 grupos de 4 equipos, se jugaron 6 fechas en un sistema de todos contra todos, donde los primeros de cada grupo y los dos mejores segundos pasaron a la siguiente ronda.[3]

- Hexagonal final: Se jugó con los mejores equipos de los 4 grupos de la fase anterior más los dos mejores segundos, así mismo todos contra todos en un total de 10 fechas, donde los 2 primeros clasificaron a los zonales de ascenso como campeón y subcampeón respectivamente.

## Equipos participantes
| Equipos participantes                                  | Equipos participantes | Equipos participantes       |
| ------------------------------------------------------ | --------------------- | --------------------------- |
|                                                        |                       |                             |
| Equipo                                                 | Ciudad                | Estadio                     |
| Atacames Sporting Club                                 | Atacames              | Estadio Walter Aparicio     |
| Esmeraldas Sporting Club                               | Esmeraldas            | Estadio Folke Anderson      |
| Club Deportivo Alianza del Pailón                      | San Lorenzo           | Estadio Jesús Cangá Caicedo |
| Centro Juvenil Deportivo                               | Esmeraldas            | Estadio Folke Anderson      |
| Club Social, Cultural y Deportivo Brasilia             | Quinindé              | Estadio Pascual Mina        |
| Club Social, Cultural y Deportivo Esmeraldas Petrolero | Esmeraldas            | Estadio Folke Anderson      |
| Club Deportivo Atlético Quinindé                       | Quinindé              | Estadio Hogar de Nazareth   |
| Club Deportivo La Provincia                            | San Lorenzo           | Estadio Jesús Cangá Caicedo |
| Club Deportivo Atlético Valencia                       | Atacames              | Estadio Walter Aparicio     |
| Club Deportivo 5 de Agosto                             | Esmeraldas            | Estadio Folke Anderson      |
| Club Social y Deportivo Juventus                       | Esmeraldas            | Estadio Folke Anderson      |
| Quinindé Sporting Club                                 | Quinindé              | Estadio Pascual Mina        |
| Club Social y Deportivo Vargas Torres                  | Esmeraldas            | Estadio Folke Anderson      |
| Rocafuerte Sporting Club                               | Esmeraldas            | Estadio Folke Anderson      |
| Unión Deportiva Juvenil                                | Quinindé              | Estadio Pascual Mina        |
| Esmeraldas Fútbol Club                                 | Esmeraldas            | Estadio Folke Anderson      |

## Equipos por cantón
| Cantón      | N.º | Equipos |
| ----------- | --- | --- |
| Esmeraldas  | 9   | - Centro Juvenil Deportivo - Atlético Valencia - Esmeraldas Petrolero - Esmeraldas S.C. - 5 de Agosto - Juventus - Vargas Torres - Rocafuerte S.C. - Esmeraldas F.C. |
| Quinindé    | 4   | - Brasilia - Quinindé S.C. - Atlético Quinindé - U.D.J. de Quinindé                                                                                                  |
| San Lorenzo | 2   | - Alianza del Pailón - La Provincia |
| Atacames    | 1   | - Atacames S.C. |

## Primera fase

### Grupo A

#### Clasificación
| Pos. | Equipo                   | Pts. | PJ | G | E | P | GF | GC | Dif. | Clasificación   |
| ---- | ------------------------ | ---- | -- | - | - | - | -- | -- | ---- | --------------- |
| 1    | Brasilia                 | 16   | 6  | 5 | 1 | 0 | 19 | 1  | +18  | Hexagonal final |
| 2    | Esmeraldas F.C.          | 13   | 6  | 4 | 1 | 1 | 22 | 2  | +20  | Hexagonal final |
| 3    | Juventus                 | 4    | 6  | 1 | 1 | 4 | 3  | 14 | −11  |                 |
| 4    | Centro Juvenil Deportivo | 1    | 6  | 0 | 1 | 5 | 0  | 27 | −27  |                 |

Actualizado a los partidos jugados el 18 de mayo de 2019.
 Fuente: La Hora Esmeraldas
Criterios de clasificación: 1) Puntos; 2) Diferencia de goles; 3) Goles marcados

#### Evolución de la clasificación
| Equipo / Jornada         | 01 | 02 | 03 | 04 | 05 | 06 |
| ------------------------ | -- | -- | -- | -- | -- | -- |
| Brasilia                 | 2  | 1  | 1  | 1  | 1  | 1  |
| Esmeraldas F.C.          | 3  | 2  | 2  | 2  | 2  | 2  |
| Centro Juvenil Deportivo | 4  | 4  | 4  | 4  | 4  | 4  |
| Juventus                 | 1  | 3  | 3  | 3  | 3  | 3  |

#### Resultados
| Esmeraldas FC | 1 - 2 | Brasilia                 | Folke Anderson | 20 de abril | 09:00 |
| Juventus      | 3 - 0 | Centro Juvenil Deportivo | Folke Anderson | 20 de abril | 14:00 |

| Centro Juvenil Deportivo | 0 - 5 | Esmeraldas FC | Folke Anderson | 28 de abril | 11:30 |
| Brasilia                 | 2 - 0 | Juventus      | Folke Anderson | 28 de abril | 14:00 |

| Esmeraldas FC | 4 - 0 | Juventus                 | Folke Anderson | 3 de mayo | 10:00 |
| Brasilia      | 4 - 0 | Centro Juvenil Deportivo | Folke Anderson | 4 de mayo | 14:00 |

| Juventus                 | 0 - 3 | Esmeraldas FC | Folke Anderson | 8 de mayo | 09:00 |
| Centro Juvenil Deportivo | 0 - 6 | Brasilia      | Folke Anderson | 8 de mayo | 11:30 |

| Juventus      | 0 - 5 | Brasilia                 | Folke Anderson | 11 de mayo | 11:30 |
| Esmeraldas FC | 9 - 0 | Centro Juvenil Deportivo | Folke Anderson | 11 de mayo | 14:00 |

| Centro Juvenil Deportivo | 0 - 0 | Juventus      | Folke Anderson | 18 de mayo | 11:30 |
| Brasilia                 | 0 - 0 | Esmeraldas FC | Folke Anderson | 18 de mayo | 14:00 |

### Grupo B

#### Clasificación
| Pos. | Equipo             | Pts. | PJ | G | E | P | GF | GC | Dif. | Clasificación   |
| ---- | ------------------ | ---- | -- | - | - | - | -- | -- | ---- | --------------- |
| 1    | Rocafuerte         | 12   | 6  | 3 | 3 | 0 | 21 | 4  | +17  | Hexagonal final |
| 2    | U.D.J. de Quinindé | 11   | 6  | 3 | 2 | 1 | 14 | 7  | +7   | Hexagonal final |
| 3    | Quinindé S.C.      | 7    | 6  | 2 | 1 | 3 | 8  | 20 | −12  |                 |
| 4    | Alianza del Pailón | 2    | 6  | 0 | 2 | 4 | 6  | 18 | −12  |                 |

Actualizado a los partidos jugados el 19 de mayo de 2019.
 Fuente: La Hora Esmeraldas
Criterios de clasificación: 1) Puntos; 2) Diferencia de goles; 3) Goles marcados

#### Evolución de la clasificación
| Equipo / Jornada   | 01 | 02 | 03 | 04 | 05 | 06 |
| ------------------ | -- | -- | -- | -- | -- | -- |
| Rocafuerte         | 1  | 1  | 1  | 1  | 1  | 1  |
| U.D.J. de Quinindé | 3  | 3  | 2  | 2  | 3  | 2  |
| Quinindé S.C.      | 4  | 4  | 4  | 3  | 2  | 3  |
| Alianza del Pailón | 2  | 2  | 3  | 4  | 4  | 4  |

| 1. |

#### Resultados
| Rocafuerte SC      | 4 - 1 | Quinindé SC     | CEAR Río Verde | 20 de abril | 15:00 |
| Alianza del Pailón | 1 - 3 | UDJ de Quinindé | Folke Anderson | 15 de mayo  | 11:30 |

| Quinindé SC     | 3 - 3 | Alianza del Pailón | Folke Anderson | 28 de abril | 09:00 |
| UDJ de Quinindé | 1 - 1 | Rocafuerte SC      | Pascual Mina   | 28 de abril | 15:00 |

| Quinindé SC        | 1 - 2 | UDJ de Quinindé | Folke Anderson | 3 de mayo | 12:30 |
| Alianza del Pailón | 1 - 1 | Rocafuerte SC   | Folke Anderson | 4 de mayo | 09:00 |

| UDJ de Quinindé | 1 - 2 | Quinindé SC        | Pascual Mina   | 8 de mayo | 15:00 |
| Rocafuerte SC   | 4 - 0 | Alianza del Pailón | CEAR Río Verde | 8 de mayo | 15:00 |

| Alianza del Pailón | 0 - 1 | Quinindé SC     | Folke Anderson | 11 de mayo | 09:00 |
| Rocafuerte SC      | 1 - 1 | UDJ de Quinindé | CEAR Río Verde | 11 de mayo | 15:00 |

| UDJ de Quinindé | 6 - 1  | Alianza del Pailón | Pascual Mina   | 19 de mayo | 11:00 |
| Quinindé SC     | 0 - 10 | Rocafuerte SC      | Folke Anderson | 19 de mayo | 14:00 |

### Grupo C

#### Clasificación
| Pos. | Equipo            | Pts. | PJ | G | E | P | GF | GC | Dif. | Clasificación   |
| ---- | ----------------- | ---- | -- | - | - | - | -- | -- | ---- | --------------- |
| 1    | Vargas Torres     | 16   | 6  | 5 | 1 | 0 | 10 | 1  | +9   | Hexagonal final |
| 2    | Atacames          | 10   | 6  | 3 | 1 | 2 | 13 | 5  | +8   |                 |
| 3    | La Provincia      | 5    | 6  | 1 | 2 | 3 | 5  | 11 | −6   |                 |
| 4    | Atlético Quinindé | 3    | 6  | 1 | 0 | 5 | 4  | 15 | −11  |                 |

Actualizado a los partidos jugados el 19 de mayo de 2019.
 Fuente: La Hora Esmeraldas
Criterios de clasificación: 1) Puntos; 2) Diferencia de goles; 3) Goles marcados

#### Evolución de la clasificación
| Equipo / Jornada  | 01 | 02 | 03 | 04 | 05 | 06 |
| ----------------- | -- | -- | -- | -- | -- | -- |
| Vargas Torres     | 2  | 2  | 1  | 1  | 1  | 1  |
| Atacames          | 3  | 3  | 2  | 2  | 2  | 2  |
| La Provincia      | 1  | 1  | 3  | 3  | 3  | 3  |
| Atlético Quinindé | 4  | 4  | 4  | 4  | 4  | 4  |

#### Resultados
| Vargas Torres     | 1 - 0 | Atacames SC  | Folke Anderson | 20 de abril | 11:30 |
| Atlético Quinindé | 0 - 3 | La Provincia | Pascual Mina   | 20 de abril | 15:00 |

| La Provincia | 1 - 1 | Vargas Torres     | Folke Anderson  | 27 de abril | 14:00 |
| Atacames SC  | 5 - 1 | Atlético Quinindé | Walter Aparicio | 27 de abril | 15:00 |

| La Provincia      | 1 - 5 | Atacames SC   | Folke Anderson | 3 de mayo | 15:00 |
| Atlético Quinindé | 0 - 2 | Vargas Torres | Pascual Mina   | 4 de mayo | 15:00 |

| Atacames SC   | 0 - 0 | La Provincia      | Walter Aparicio | 8 de mayo | 15:00 |
| Vargas Torres | 2 - 0 | Atlético Quinindé | Folke Anderson  | 9 de mayo | 13:15 |

| Vargas Torres     | 2 - 0 | La Provincia | Folke Anderson | 12 de mayo | 14:00 |
| Atlético Quinindé | 0 - 3 | Atacames SC  | Pascual Mina   | 12 de mayo | 15:00 |

| Atacames SC  | 0 - 2 | Vargas Torres     | Walter Aparicio | 18 de mayo | 15:00 |
| La Provincia | 0 - 3 | Atlético Quinindé | Folke Anderson  | 19 de mayo | 11:30 |

### Grupo D

#### Clasificación
| Pos. | Equipo               | Pts. | PJ | G | E | P | GF | GC | Dif. | Clasificación   |
| ---- | -------------------- | ---- | -- | - | - | - | -- | -- | ---- | --------------- |
| 1    | Esmeraldas S.C.      | 15   | 6  | 5 | 0 | 1 | 15 | 4  | +11  | Hexagonal final |
| 2    | 5 de Agosto          | 3    | 6  | 1 | 0 | 5 | 5  | 20 | −15  |                 |
| 3    | Atlético Valencia    | 0    | 6  | 2 | 0 | 4 | 4  | 10 | −6   |                 |
| 4    | Esmeraldas Petrolero | −24  | 6  | 4 | 0 | 2 | 15 | 5  | +10  |                 |

Actualizado a los partidos jugados el 19 de mayo de 2019.
 Fuente: La Hora Esmeraldas
Criterios de clasificación: 1) Puntos; 2) Diferencia de goles; 3) Goles marcados
Notas:
1. ↑  Atlético Valencia fue sancionado con la reducción de 3 puntos por hacer constar en el acta de juego de la fecha 1 al jugador Josimar Ayoví Martínez que estaba suspendido, además perdió los puntos ganados (3 puntos) ante el rival de dicha fecha (5 de Agosto).[14]
2. ↑  Esmeraldas Petrolero fue sancionado por la comisión de disciplina de la FEF con la reducción de 36 puntos por una deuda mantenida durante varios años con el jugador Jaime Caicedo.[16][17]

#### Evolución de la clasificación
| Equipo / Jornada     | 01 | 02 | 03 | 04 | 05 | 06 |
| -------------------- | -- | -- | -- | -- | -- | -- |
| Esmeraldas S.C.      | 2  | 1  | 1  | 1  | 1  | 1  |
| 5 de Agosto          | 4  | 2  | 4  | 4  | 4  | 2  |
| Atlético Valencia    | 1  | 3  | 3  | 3  | 3  | 3  |
| Esmeraldas Petrolero | 3  | 4  | 2  | 2  | 2  | 4  |

| 1. |

#### Resultados
| 5 de Agosto   | 0 - 3 | Atlético Valencia    | Folke Anderson | 21 de abril | 10:00 |
| Esmeraldas SC | 3 - 0 | Esmeraldas Petrolero | Folke Anderson | 21 de abril | 12:30 |

| Esmeraldas Petrolero | 3 - 0 | 5 de Agosto   | Folke Anderson | 27 de abril | 09:00 |
| Atlético Valencia    | 0 - 4 | Esmeraldas SC | Folke Anderson | 27 de abril | 11:30 |

| Atlético Valencia | 1 - 0 | Esmeraldas Petrolero | Folke Anderson | 4 de mayo  | 11:30 |
| 5 de Agosto       | 0 - 2 | Esmeraldas SC        | Folke Anderson | 15 de mayo | 14:00 |

| Esmeraldas SC        | 4 - 2 | 5 de Agosto       | Folke Anderson | 8 de mayo | 14:00 |
| Esmeraldas Petrolero | 2 - 0 | Atlético Valencia | Folke Anderson | 9 de mayo | 11:00 |

| 5 de Agosto   | 0 - 8 | Esmeraldas Petrolero | Folke Anderson | 12 de mayo | 09:00 |
| Esmeraldas SC | 1 - 0 | Atlético Valencia    | Folke Anderson | 12 de mayo | 11:30 |

| Atlético Valencia    | 0 - 3 | 5 de Agosto   | Folke Anderson | 18 de mayo | 09:00 |
| Esmeraldas Petrolero | 2 - 1 | Esmeraldas SC | Folke Anderson | 19 de mayo | 09:00 |

### Mejor segundo
Entre los equipos que finalizaron en el segundo lugar de sus respectivos grupos, los dos mejores avanzaron al cuadrangular final.
| Pos. | Grp. | Equipo           | Pts. | PJ | G | E | P | GF | GC | Dif. | Clasificación   |
| ---- | ---- | ---------------- | ---- | -- | - | - | - | -- | -- | ---- | --------------- |
| 1    | A    | Esmeraldas F. C. | 13   | 6  | 4 | 1 | 1 | 22 | 2  | +20  | Hexagonal final |
| 2    | B    | UDJ de Quinindé  | 11   | 6  | 3 | 2 | 1 | 19 | 12 | +7   | Hexagonal final |
| 3    | C    | Atacames S. C.   | 10   | 6  | 3 | 1 | 2 | 13 | 5  | +8   |                 |
| 4    | D    | 5 de Agosto      | 3    | 6  | 1 | 0 | 5 | 5  | 20 | −15  |                 |

 Fuente: Aso Fútbol Esmeraldas
Criterios de clasificación: 1) Puntos; 2) Diferencia de goles; 3) Goles marcados

## Hexagonal final

### Clasificación
| Pos. | Equipo             | Pts. | PJ | G | E | P | GF | GC | Dif. |  |
| ---- | ------------------ | ---- | -- | - | - | - | -- | -- | ---- |  |
| 1    | Vargas Torres      | 26   | 10 | 8 | 2 | 0 | 19 | 1  | +18  |  |
| 2    | Esmeraldas F.C.    | 24   | 10 | 7 | 3 | 0 | 19 | 2  | +17  |  |
| 3    | Brasilia           | 10   | 9  | 3 | 1 | 5 | 8  | 14 | −6   |  |
| 4    | Esmeraldas S.C.    | 9    | 10 | 2 | 3 | 5 | 8  | 15 | −7   |  |
| 5    | Rocafuerte         | 8    | 10 | 2 | 2 | 6 | 8  | 20 | −12  |  |
| 6    | U.D.J. de Quinindé | 4    | 9  | 1 | 1 | 7 | 5  | 15 | −10  |  |

Actualizado a los partidos jugados el 20 de julio de 2019.
 Fuente: La Hora Esmeraldas
Criterios de clasificación: 1) Puntos; 2) Diferencia de goles; 3) Goles marcados
|  | Campeón y clasificado a los zonales de Segunda Categoría 2019.     |
|  | Vicecampeón y clasificado a los zonales de Segunda Categoría 2019. |
|  | Excluido del torneo.                                               |

### Evolución de la clasificación
| Equipo / Jornada   | 01 | 02 | 03 | 04 | 05 | 06 | 07 | 08 | 09 | 10 |
| ------------------ | -- | -- | -- | -- | -- | -- | -- | -- | -- | -- |
| Vargas Torres      | 5  | 3  | 2  | 2  | 1  | 1  | 1  | 1  | 1  | 1  |
| Esmeraldas F.C.    | 4  | 2  | 1  | 1  | 2  | 2  | 2  | 2  | 2  | 2  |
| Brasilia           | 1  | 1  | 3  | 3  | 4  | 4  | 4  | 3  | 3  | 3  |
| Esmeraldas S.C.    | 2  | 4  | 5  | 5  | 5  | 5  | 5  | 5  | 5  | 4  |
| Rocafuerte         | 3  | 5  | 4  | 4  | 3  | 3  | 3  | 4  | 4  | 5  |
| U.D.J. de Quinindé | 6  | 6  | 6  | 6  | 6  | 6  | 6  | 6  | 6  | 6  |

### Resultados
| Vargas Torres | 0 - 0 | Esmeraldas FC   | Folke Anderson | 25 de mayo | 11:00 |
| Brasilia      | 2 - 0 | UDJ de Quinindé | Folke Anderson | 25 de mayo | 13:15 |
| Rocafuerte SC | 2 - 2 | Esmeraldas SC   | CEAR Río Verde | 25 de mayo | 15:00 |

| Esmeraldas FC   | 2 - 0 | Rocafuerte SC | Folke Anderson | 1 de junio | 11:00 |
| Esmeraldas SC   | 0 - 1 | Brasilia      | Folke Anderson | 1 de junio | 13:30 |
| UDJ de Quinindé | 0 - 1 | Vargas Torres | Pascual Mina   | 1 de junio | 15:00 |

| Vargas Torres   | 1 - 0 | Esmeraldas SC | Folke Anderson | 8 de junio | 11:30 |
| Rocafuerte SC   | 3 - 0 | Brasilia      | CEAR Río Verde | 8 de junio | 11:30 |
| UDJ de Quinindé | 0 - 2 | Esmeraldas FC | Pascual Mina   | 8 de junio | 15:00 |

| Esmeraldas SC | 1 - 0 | UDJ de Quinindé | Folke Anderson | 15 de junio | 09:00 |
| Vargas Torres | 2 - 0 | Rocafuerte SC   | Folke Anderson | 15 de junio | 11:30 |
| Brasilia      | 1 - 4 | Esmeraldas FC   | Folke Anderson | 15 de junio | 14:00 |

| Esmeraldas FC | 0 - 0 | Esmeraldas SC   | Folke Anderson | 22 de junio | 11:00 |
| Rocafuerte SC | 2 - 1 | UDJ de Quinindé | CEAR Río Verde | 22 de junio | 11:30 |
| Brasilia      | 0 - 2 | Vargas Torres   | Folke Anderson | 22 de junio | 13:30 |

| Vargas Torres   | 2 - 1 | Brasilia      | Folke Anderson | 26 de junio | 11:00 |
| Esmeraldas SC   | 1 - 3 | Esmeraldas FC | Folke Anderson | 26 de junio | 13:30 |
| UDJ de Quinindé | 1 - 1 | Rocafuerte SC | Pascual Mina   | 26 de junio | 15:00 |

| Esmeraldas FC   | 3 - 0 | Brasilia      | Folke Anderson | 29 de junio | 12:30     |
| UDJ de Quinindé | 3 - 1 | Esmeraldas SC | Pascual Mina   | 29 de junio | 15:00     |
| Rocafuerte SC   | 0 - 3 | Vargas Torres | Cancelado      | Cancelado   | Cancelado |

| Esmeraldas SC | 0 - 5 | Vargas Torres   | Folke Anderson | 6 de julio | 10:00     |
| Esmeraldas FC | 2 - 0 | UDJ de Quinindé | Folke Anderson | 6 de julio | 12:30     |
| Brasilia      | 3 - 0 | Rocafuerte SC   | Cancelado      | Cancelado  | Cancelado |

| Vargas Torres | 3 - 0 | UDJ de Quinindé | Folke Anderson | 13 de julio | 09:00     |
| Brasilia      | 0 - 0 | Esmeraldas SC   | Folke Anderson | 13 de julio | 13:30     |
| Rocafuerte SC | 0 - 3 | Esmeraldas FC   | Cancelado      | Cancelado   | Cancelado |

| Esmeraldas FC   | 0 - 0 | Vargas Torres (C) | Folke Anderson | 20 de julio    | 12:30          |
| UDJ de Quinindé | -     | Brasilia          | No se programó | No se programó | No se programó |
| Esmeraldas SC   | 3 - 0 | Rocafuerte SC     | Cancelado      | Cancelado      | Cancelado      |

### Campeón
| |
| Club Social y Deportivo Vargas Torres 1.er título Clasifica a los zonales de la Segunda Categoría 2019 y a la Copa Ecuador 2020. - También clasifica Esmeraldas Fútbol Club como vicecampeón. |